# Gridiron West Women's League 2020-2021
La Gridiron West Women's League 2020-2021 è la 4ª edizione del campionato di football americano di primo livello, organizzato dalla Gridiron West.
A causa della pandemia di COVID-19 del 2019-2021 la stagione regolare è stata interrotta dopo la 12ª giornata, avviando subito i playoff.

## Squadre partecipanti
| Club                  | Città      | Stadio | Sponsor ufficiale | Risultato nella stagione 2019 |
| --------------------- | ---------- | ------ | ----------------- | ----------------------------- |
| Curtin Saints         | Bentley    |        |                   |                               |
| Perth Blitz           | Murdoch    |        |                   |                               |
| Perth Broncos         | Noranda    |        |                   |                               |
| Rockingham Vipers     | Rockingham |        |                   |                               |
| Swan City Titans      | Stratton   |        |                   |                               |
| West Coast Wolverines | Craigie    |        |                   |                               |

## Stagione regolare

### Calendario

#### 1ª giornata
| Bentley 31 ottobre 2020, ore 17:00 | Curtin Saints | 18 – 34 | Perth Broncos | Curtin University Edinburgh Oval |

| Craigie 31 ottobre 2020, ore 17:00 | West Coast Wolverines | 0 – 44 | Rockingham Vipers | Warrandyte Park |

#### 2ª giornata
| Stratton 7 novembre 2020, ore 16:00 | Swan City Titans | 0 – 52 | Rockingham Vipers | Farrall Oval |

| Bentley 7 novembre 2020, ore 17:00 | Curtin Saints | 22 – 26 | Perth Blitz | Curtin University Edinburgh Oval |

#### 3ª giornata
| Noranda 14 novembre 2020, ore 17:00 | Perth Broncos | 32 – 0 | Perth Blitz | Lightning Park |

| Craigie 14 novembre 2020, ore 17:00 | West Coast Wolverines | 22 – 24 | Curtin Saints | Warrandyte Park |

#### 4ª giornata
| Craigie 21 novembre 2020, ore 17:00 | West Coast Wolverines | 20 – 20 | Swan City Titans | Warrandyte Park |

| Port Kennedy 21 novembre 2020, ore 17:00 | Rockingham Vipers | 46 – 6 | Curtin Saints | Lark Hill Sports Complex |

#### 5ª giornata
| Manning 28 novembre 2020, ore 14:00 | Perth Blitz | 54 – 0 | Swan City Titans | James Miller Oval |

| Noranda 28 novembre 2020, ore 17:00 | Perth Broncos | 42 – 0 | West Coast Wolverines | Lightning Park |

#### 6ª giornata
| Bentley 4 dicembre 2020, ore 18:00 | Curtin Saints | 44 – 16 | Swan City Titans | Curtin University Edinburgh Oval |

| Craigie 5 dicembre 2020, ore 17:00 | West Coast Wolverines | 6 – 26 | Perth Blitz | Warrandyte Park |

| Noranda 5 dicembre 2020, ore 17:00 | Perth Broncos | 0 – 6 | Rockingham Vipers | Lightning Park |

#### 7ª giornata
| Port Kennedy 12 dicembre 2020, ore 17:00 | Rockingham Vipers | 40 – 8 | Perth Blitz | Lark Hill Sports Complex |

| Noranda 12 dicembre 2020, ore 17:00 | Perth Broncos | 44 – 0 | Swan City Titans | Lightning Park |

#### 8ª giornata
| Noranda 19 dicembre 2020, ore 17:00 | Perth Broncos | 14 – 20 | Curtin Saints | Lightning Park |

| Port Kennedy 19 dicembre 2020, ore 17:00 | Rockingham Vipers | 28 – 6 | West Coast Wolverines | Lark Hill Sports Complex |

#### 9ª giornata
| Port Kennedy 9 gennaio 2021, ore 17:00 | Swan City Titans | 0 – 7 (a tavolino) | Rockingham Vipers | Lark Hill Sports Complex |

| Bentley 9 gennaio 2021, ore 17:00 | Curtin Saints | 24 – 38 | Perth Blitz | Curtin University Edinburgh Oval |

#### 10ª giornata
| Noranda 16 gennaio 2021, ore 17:00 | Perth Broncos | 22 – 28 | Perth Blitz | Lightning Park |

| Bentley 16 gennaio 2021, ore 17:00 | Curtin Saints | 26 – 20 | West Coast Wolverines | Curtin University Edinburgh Oval |

#### 11ª giornata
| Craigie 23 gennaio 2021, ore 17:00 | West Coast Wolverines | 0 – 40 | Perth Blitz | Warrandyte Park |

| Port Kennedy 23 gennaio 2021, ore 17:00 | Rockingham Vipers | 20 – 6 | Perth Broncos | Lark Hill Sports Complex |

| Stratton 23 gennaio 2021, ore 17:00 | Swan City Titans | 0 – 40 | Curtin Saints | Farrall Oval |

#### 12ª giornata
| Stratton 30 gennaio 2021, ore 17:00 | Swan City Titans | 0 – 30 | Perth Blitz | Farrall Oval |

| Craigie 30 gennaio 2020, ore 17:00 | West Coast Wolverines | 0 – 26 | Perth Broncos | Warrandyte Park |

### Classifica
La classifica della regular season è la seguente:
- PCT = percentuale di vittorie, G = partite giocate, V = partite vinte,  P = partite perse, PF = punti fatti, PS = punti subiti

| Pos. | Squadra               | PCT   | G | V | N | P | PF  | PS  |
| ---- | --------------------- | ----- | - | - | - | - | --- | --- |
| 1    | Rockingham Vipers     | 1.000 | 8 | 8 | 0 | 0 | 243 | 26  |
| 2    | Perth Blitz           | .778  | 9 | 7 | 0 | 2 | 250 | 146 |
| 3    | Perth Broncos         | .556  | 9 | 5 | 0 | 4 | 220 | 92  |
| 4    | Curtin Saints         | .556  | 9 | 5 | 0 | 4 | 224 | 216 |
| 5    | West Coast Wolverines | .111  | 9 | 0 | 1 | 8 | 74  | 276 |
| 6    | Swan City Titans      | .125  | 8 | 0 | 1 | 7 | 36  | 291 |

## Playoff

### Tabellone
|  | Semifinali | Semifinali        | Semifinali |               |    | IV West Bowl      | IV West Bowl | IV West Bowl |  |
|  |            |                   |            |               |    |                   |              |              |  |
|  | 1          | Rockingham Vipers | 34         |               |    |                   |              |              |  |
|  | 1          | Rockingham Vipers | 34         |               |    |                   |              |              |  |
|  | 4          | Curtin Saints     | 6          |               |    |                   |              |              |  |
|  | 4          | Curtin Saints     | 6          |               | 1  | Rockingham Vipers | 16           |              |  |
|  |            |                   |            |               | 1  | Rockingham Vipers | 16           |              |  |
|  |            |                   | 3          | Perth Broncos | 14 |                   |              |              |  |
|  | 2          | Perth Blitz       | 3          | Perth Broncos | 14 | 26                |              |              |  |
|  | 2          | Perth Blitz       |            |               |    |                   |              |              |  |
|  | 3          | Perth Broncos     | 36         |               |    |                   |              |              |  |

### Semifinali
| Bentley 20 febbraio 2021, ore 17:00 | Rockingham Vipers | 34 – 6 | Curtin Saints | Curtin University Edinburgh Oval |

| Bentley 20 febbraio 2021, ore 17:00 | Perth Blitz | 26 – 36 | Perth Broncos | Curtin University Edinburgh Oval |

### IV West Bowl
| Città di Vincent 27 febbraio 2021, ore 17:00 | Rockingham Vipers | 16 – 14 | Perth Broncos | Dorrien Gardens |

## Verdetti
- Rockingham Vipers Vincitrici del West Bowl 2020-2021